# Srpski Miletić
Srpski Miletić (en serbe cyrillique : Српски Милетић) est une localité de Serbie située dans la province autonome de Voïvodine. Elle fait partie de la municipalité d'Odžaci dans le district de Bačka occidentale. Au recensement de 2011, elle comptait 3 070 habitants.
Srpski Miletić est officiellement classé parmi les villages de Serbie.

## Démographie

### Évolution historique de la population
| 1948  | 1953  | 1961  | 1971  | 1981  | 1991  | 2002  | 2011  |
| ----- | ----- | ----- | ----- | ----- | ----- | ----- | ----- |
| 4 089 | 4 000 | 4 453 | 3 839 | 3 744 | 3 663 | 3 538 | 3 070 |

|  |

## Personnalités
- Gunther Stilling (1943-2024), sculpteur allemand, est né à Srpski Miletić.